# روي دوارتي (لاعب كرة قدم)
روي دوارتي (بالبرتغالية: Rui Duarte‏) (16 سبتمبر 1978 بلشبونة في البرتغال - ) هو لاعب كرة قدم برتغالي في مركز الوسط. لعب مع إستريلا دا أمادورا ونادي أولهانينسي ونادي بيلينينسش ونادي ليتشويس ونافال ونادي فارنزي.

## وصلات خارجية
- روي دوارتي (لاعب كرة قدم) على موقع قاعدة بيانات كرة القدم.إي يو (الإنجليزية)
- روي دوارتي (لاعب كرة قدم) على موقع Soccerway.com (الإنجليزية)
- روي دوارتي (لاعب كرة قدم) على موقع عالم كرة القدم.نت (الإنجليزية)
- روي دوارتي (لاعب كرة قدم) على موقع AS.com (الإسبانية)